# Dinara Safina
Pour les articles homonymes, voir Safine.
Dinara Moubinovna Safina (en russe : Динара Мубиновна Сафина), née le 27 avril 1986 à Moscou, est une joueuse de tennis russe, professionnelle de 2000 à 2011. Elle a occupé la place de numéro un mondiale d’avril à octobre 2009.
Finaliste à Roland-Garros en 2008 et 2009, ainsi qu’aux Internationaux d’Australie en 2009, elle compte à ce jour douze titres WTA en simple à son palmarès et neuf en double (dont l’US Open 2007). Également médaillée d’argent aux Jeux olympiques de Pékin en 2008, elle accède en octobre de la même année au deuxième rang mondial.
Le 20 avril 2009, profitant de l’absence de Serena Williams à la Coupe Family Circle pour cause de blessure, Safina devient la 19e numéro un mondiale. De même que Kim Clijsters (2003), Amélie Mauresmo (2004) et Jelena Janković (2008) avant elle, elle accède au sommet de la hiérarchie sans s’être préalablement imposée dans aucun des quatre Majeurs.
Ne parvenant pas à se remettre de ses blessures au dos, elle interrompt sa carrière en 2011 et officialise sa retraite en 2014.
Elle est la sœur cadette du joueur Marat Safin.

## Style de jeu
Safina est une joueuse puissante dotée d’une force de frappe impressionnante, aussi bien en revers qu’en coup droit. Son coup droit a une préparation ample et est plus lifté que chez la moyenne des joueuses. Sa première balle est l’une des plus efficaces du circuit. Son jeu complet lui permet de réaliser des performances sur toutes les surfaces, en simple comme en double. A contrario, ses relatives faiblesses dans les déplacements latéraux la rendent vulnérable sur les coups défensifs. Un point qu’elle a néanmoins nettement amélioré au cours de sa carrière. Dotée d’un grand potentiel, Safina lâche souvent dans les moments importants lors des grands matchs en Grand Chelem notamment lors des finales (3 perdues).

## Carrière tennistique

### Débuts
Dinara Safina se fait connaître en France en s’adjugeant le tournoi des Petits As de Tarbes en 2000. Elle fait des débuts tonitruants sur le circuit en atteignant en novembre la finale de Majorque pour son tout premier tournoi ITF à 14 ans. Pour l’anecdote, la première adversaire qu’elle bat dans le grand tableau est une joueuse de 15 ans, une certaine Svetlana Kuznetsova. Elle continue sa progression l’année suivante avec comme point d’orgue une finale dans l’ITF de Madrid.
En 2002, Dinara gagne l’ITF de Rome et participe à son premier tournoi WTA à Madrid où elle est barrée dans le tableau des qualifications par…Svetlana Kuznetsova. Elle engrange les ITF de Majorque, Las Palmas et Rome. Elle obtient une wild card pour le tournoi WTA d’Estoril et réalise une grosse performance en se hissant en demi-finale. Elle y bat trois joueuses du top 100 consécutivement. Elle fait sa première apparition dans un tournoi du Grand Chelem à Wimbledon mais s’incline avant de parvenir dans le grand tableau. Dinara remporte son premier tournoi WTA à Sopot à 16 ans, en éliminant sur sa route Patty Schnyder et Vera Zvonareva. Elle entre du même coup dans les 100 premières mondiales. La Russe prend part à l’US Open où elle parvient au second tour (battue par Serena Williams). Elle termine l’année par un deuxième tour à Moscou et une victoire marquante sur Silvia Farina Elia classée 14e au classement mondial. Dinara trône alors à la 68e place mondiale.
2003 est une année plus terne pour la Russe. Elle n’obtient des résultats que par intermittence et son classement stagne. Elle gagne tout de même le tournoi WTA de Palerme contre Katarina Srebotnik et atteint les huitièmes de finale à l’US Open où elle est sortie sans pitié par Justine Henin.
En 2004, Dinara atteint la demi-finale de l’Open Gaz de France évinçant Jelena Janković, Patty Schnyder et Francesca Schiavone. Elle ne peut rien contre Kim Clijsters. Elle remporte le tournoi de Pékin en double associée à Emmanuelle Gagliardi. Dinara parvient en finale du tournoi du Luxembourg (vaincue par Alicia Molik).
2005 voit sa progression se confirmer. Elle gagne le tournoi de l’Open Gaz de France en se débarrassant notamment de Tatiana Golovin et d’Amélie Mauresmo en finale, joueuse qui l’avait battue à l’Open d’Australie. Dinara est appelée pour la première fois en équipe de Fed Cup en Italie où elle perd son premier match contre Francesca Schiavone. Elle se hisse en demi-finale du tournoi d’Estoril puis remporte le tournoi de Prague. Elle participe à la victoire de la Russie contre la France en Fed Cup en prenant part au double décisif associée à Elena Dementieva (victoire face à la paire Amélie Mauresmo/Mary Pierce). Elle enchaîne avec trois demi-finales au Luxembourg, à Moscou (avec une superbe victoire sur Maria Sharapova) et à Hasselt. Dinara accroche à son palmarès le tournoi de double de Bois-le-Duc avec comme partenaire Anabel Medina Garrigues. Elle finit l’année dans le top 20.

### 2006: la révélation à Roland-Garros

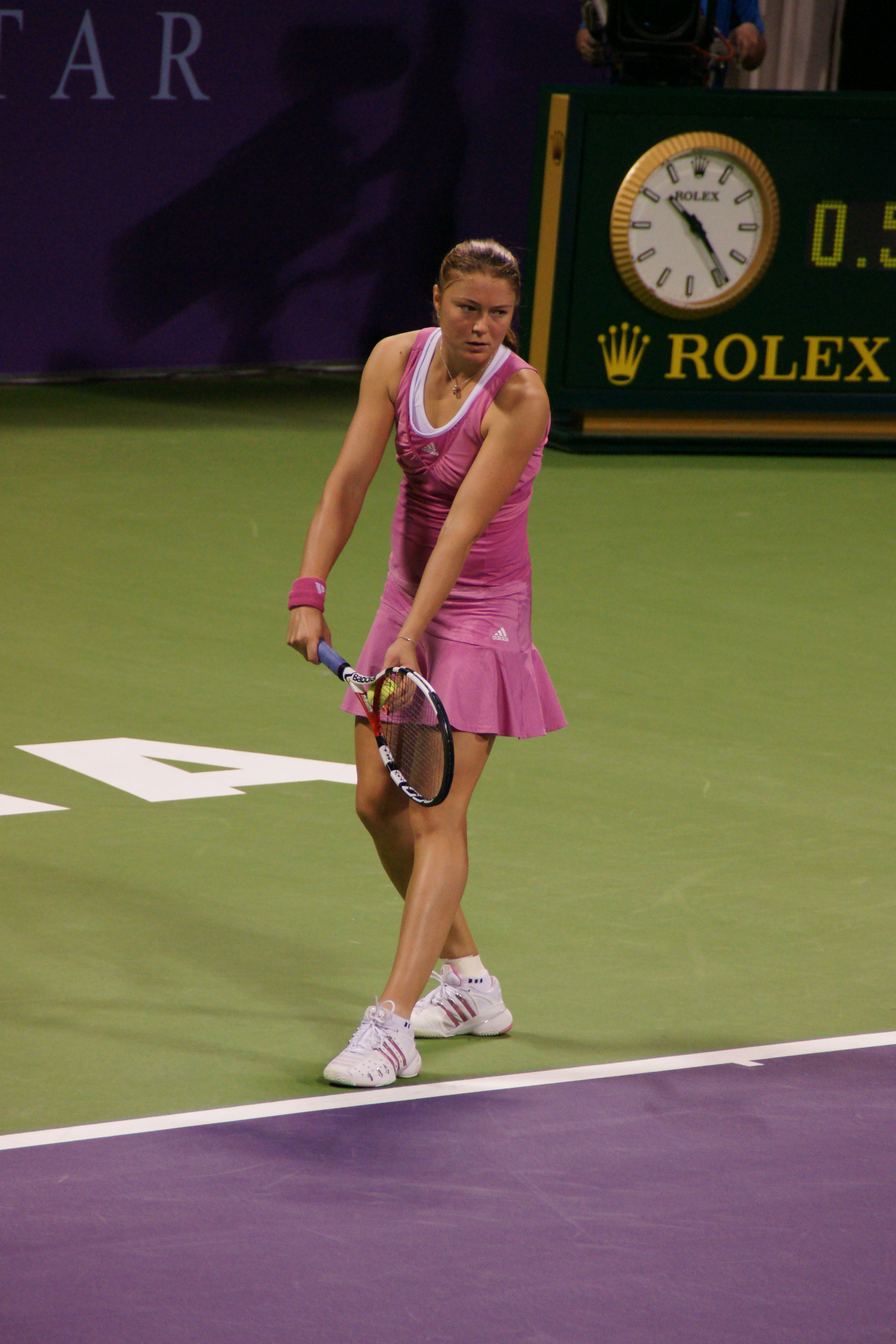
Dinara Safina en 2008.

Son année commence par une demi-finale probante à Goald Cost et par un succès en double associée à Meghann Shaughnessy. Elle perd néanmoins sans gloire contre Sofia Arvidsson au second tour de l’Open d’Australie, un tournoi qui décidément ne lui réussit pas. Elle est battue en quart de finale de l’Open Gaz de France par Amélie Mauresmo qui prend sa revanche de l’année précédente. Dinara y remporte un nouveau double avec Katarina Srebotnik. Après cinq quarts de finale sur le circuit, elle fait une remarquable performance sur la terre battue de Rome en se défaisant de la numéro 2 mondiale Kim Clijsters, d’Elena Dementieva, de Svetlana Kuznetsova avant de chuter en finale face à une Martina Hingis conquérante depuis son retour à la compétition.
À Roland-Garros, Dinara sort sa compatriote Maria Sharapova au quatrième tour de l’épreuve et atteint ainsi les quarts de finale grâce à une époustouflante remontée dans la troisième manche. Le meilleur résumé de la victoire de Dinara est venu de son frère, Marat : « Belle bataille, beau retour », a-t-il écrit dans un SMS adressé à sa cadette de six ans dès la fin de la rencontre. Car menée 5-1 dans la troisième manche, elle aligne 6 jeux de rang, balayant totalement Sharapova qui avait pourtant servi deux fois pour le match à 5-2 et 5-4. Elle s’impose 5-7, 6-2, 7-5 en 2 h 34 de jeu. En quart de finale, Dinara mène rapidement 5 jeux à 1 dans la première manche, mais est ensuite victime d’un gros passage à vide dont profite Svetlana Kuznetsova qui revient à 5-5. La chance de Dinara est passée : Svetlana se détache 5-1 dans le jeu décisif qu’elle remporte 7 points à 5. La deuxième manche n’est qu’une formalité pour la mieux classée des deux : Svetlana l’emporte sur un cinglant 6-0 en 20 petites minutes.
Elle fait un beau parcours sur le gazon de Bois-le-Duc où elle parvient jusqu’en finale (défaite contre Michaëlla Krajicek). Son Wimbledon est une petite déception : elle doit s’incliner contre une joueuse en pleine ascension Ana Ivanović au troisième tour. Son parcours est meilleur à l’US Open où elle accède sans soucis à son second quart de finale de l’année dans un tournoi de Grand Chelem. Amélie Mauresmo alors numéro 1 mondiale se montre intraitable et l’élimine en deux manches. Elle atteint également à New-York la finale en double accompagnée de Katarina Srebotnik. Son treizième quart de finale de la saison au Luxembourg lui ouvre les portes du top 10, classement qui témoigne sa grande régularité durant l’année.

### 2007: une saison homogène
Deuxième tête de série au tournoi de Gold Coast, Dinara domine en finale la Suissesse Martina Hingis au terme d’un match indécis conclu sur le score de 6-3, 3-6, 7-5. Cerise sur le gâteau, la Russe s’adjuge comme l’année précédente le tournoi en double associée à Katarina Srebotnik. Dinara échoue encore une fois prématurément à l’Open d’Australie contre Li Na au troisième tour. Elle se distingue à Charleston par une finale, stade où elle est néanmoins expédiée par Jelena Janković qui ne lui laisse que 4 jeux. Elle accède aux huitièmes de finale à Roland Garros (battue par Serena Williams), au second tour de Wimbledon (défaite contre Akiko Morigami) puis aux huitièmes de finale à l’US Open où elle est écrasée par une Justine Henin au sommet de sa forme (6-0, 6-2). Dinara est plus en réussite en double puisqu’elle décroche le trophée en compagnie de Nathalie Dechy contre la paire Chan Yung-Jan/Chuang Chia-Jung.
Même s’il est moins reluisant que l’année précédente, son bilan de 2007 est plutôt positif avec sept quarts de finale, quatre demi-finales et deux finales disputées dont une remportée. Toutefois, les tournois du Grand Chelem ne lui ont pas souri.

### 2008:no2mondiale

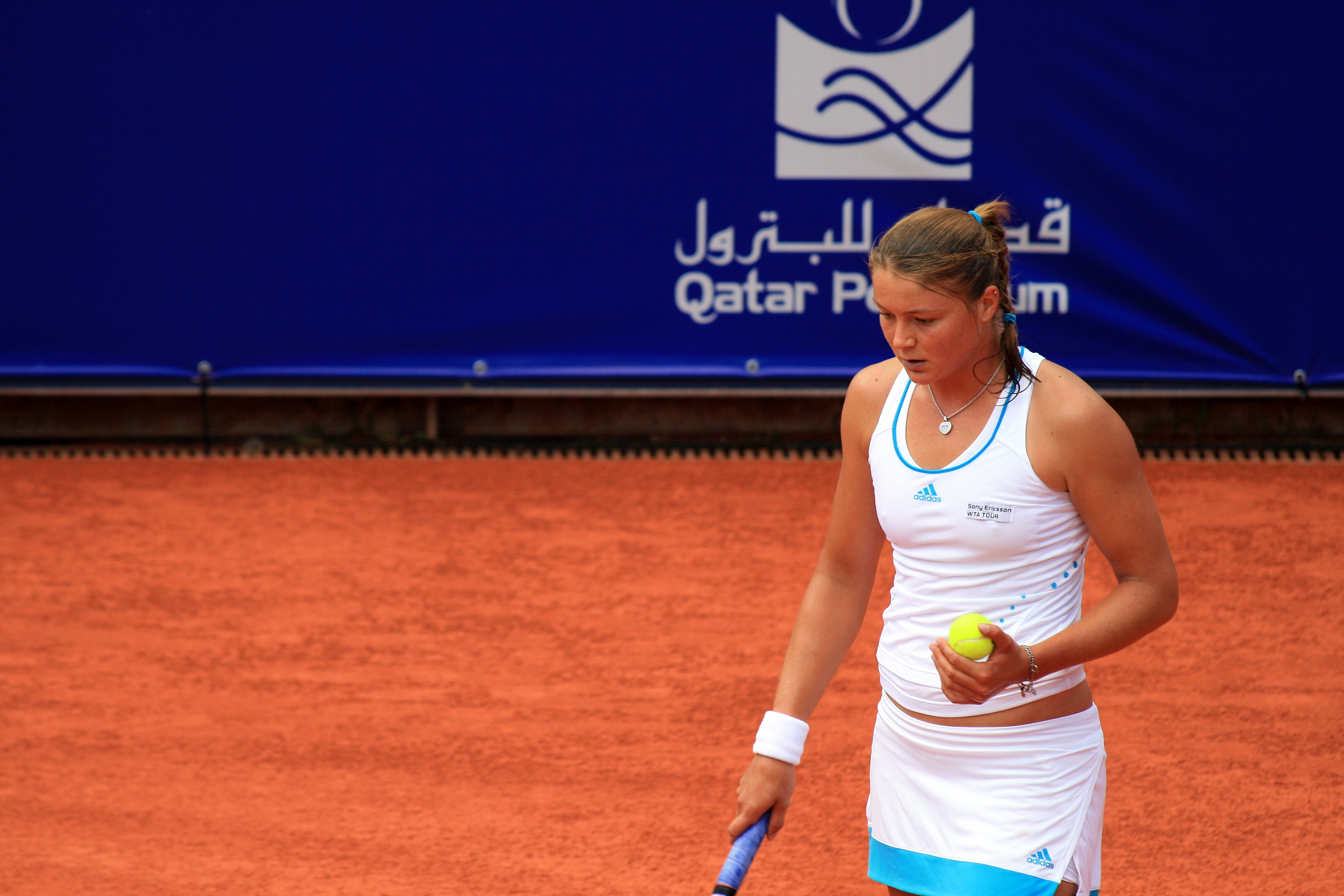
Dinara Safina en finale de l’Open d’Allemagne 2008

Son début de saison est décevant. Elle est sortie d’entrée à l’Open d’Australie par une qualifiée, Sabine Lisicki. Dans la rencontre de Fed Cup contre Israël à Ramat Ha-Sharon, elle perd sèchement son simple contre Shahar Peer alors qu’elle avait survolé la première manche. Sa méforme conduit le sélectionneur à engager Anna Chakvetadze pour le second match. Une semaine après un titre glané en double à Indian Wells avec Elena Vesnina, elle relève la tête en simple à Miami où elle bat Lindsay Davenport avant de s’incliner en quart de finale contre Vera Zvonareva. Contre toute attente, la Russe joue son meilleur tennis à Berlin : elle élimine coup sur coup la numéro 1 mondiale Justine Henin puis Serena Williams qui n’avait perdu qu’un seul match depuis le début de la saison. Elle conclut sa semaine par une victoire en finale sur Elena Dementieva et s’offre le plus beau titre de sa carrière jusqu’alors (3-6, 6-2, 6-2).
À Roland-Garros, Dinara Safina s’impose face à sa compatriote Maria Sharapova en huitième de finale 6-7, 7-6, 6-2 après avoir sauvé une balle de match. Elle bat ensuite Elena Dementieva 4-6, 7-6, 6-0 en sauvant encore une balle de match. Puis, en demi-finale, elle surpasse Svetlana Kuznetsova 6-3, 6-2. La Russe de 22 ans, 14e mondiale, et qui n’avait jamais dépassé les quarts de finale à Paris, accède alors à sa première finale en Grand Chelem. Cependant, elle s’incline contre la Serbe et nouvelle numéro un mondiale Ana Ivanović sur le score de 6-4, 6-3. Elle participe au tournoi de Bois-le-Duc, préparatoire à Wimbledon. Elle élimine sèchement Dementieva en demi-finale mais s’incline à la surprise générale en finale contre Tamarine Tanasugarn sur le score de 5-7 3-6. Très attendue à Wimbledon, elle s’incline au 3e tour contre la talentueuse Israélienne Shahar Peer lors d’un match très serré (5-7 7-6 6-8).
Elle commence sa tournée américaine sur les chapeaux de roue : elle remporte le tournoi de Los Angeles en éliminant notamment la numéro 2 mondiale Jelena Janković en demi-finales. Elle remporte aussi la semaine suivante le tournoi de Montréal face à la jeune Slovaque Dominika Cibulková. Elle est alors 6e mondiale.
Elle obtient la médaille d’argent aux Jeux olympiques de Pékin, seulement battue en finale par sa compatriote Elena Dementieva. Quelques jours plus tard, alors en lice pour accéder au rang de numéro un mondiale, elle atteint les demi-finales de l’US Open où elle est battue par la future lauréate et numéro un mondiale : Serena Williams.
Elle participe ensuite au tournoi de Tokyo où elle lamine deux Russes coup sur coup : Nadia Petrova en demies (6-1 6-0) et Svetlana Kuznetsova en finale (6-1 6-3). À l’issue de ce tournoi, elle accède au troisième rang mondial, le meilleur classement de sa carrière. Elle enchaîne avec le tournoi de Stuttgart où elle est éliminée en quarts de finale face à la puissante Venus Williams. Le 13 octobre, elle devient numéro deux mondiale, soit le meilleur classement de sa carrière.
Aux masters de Doha, Dinara échoue en matchs de poule, sans gagner la moindre rencontre. Ainsi, elle perd sa deuxième place mondiale et termine l’année numéro 3 mondiale.
2008 reste de loin la meilleure saison de Safina qui, cette année-là, est devenue la première joueuse de l’ère Open à battre, la même année, trois numéros un mondiales en exercice.

### 2009: accession à la place deno1

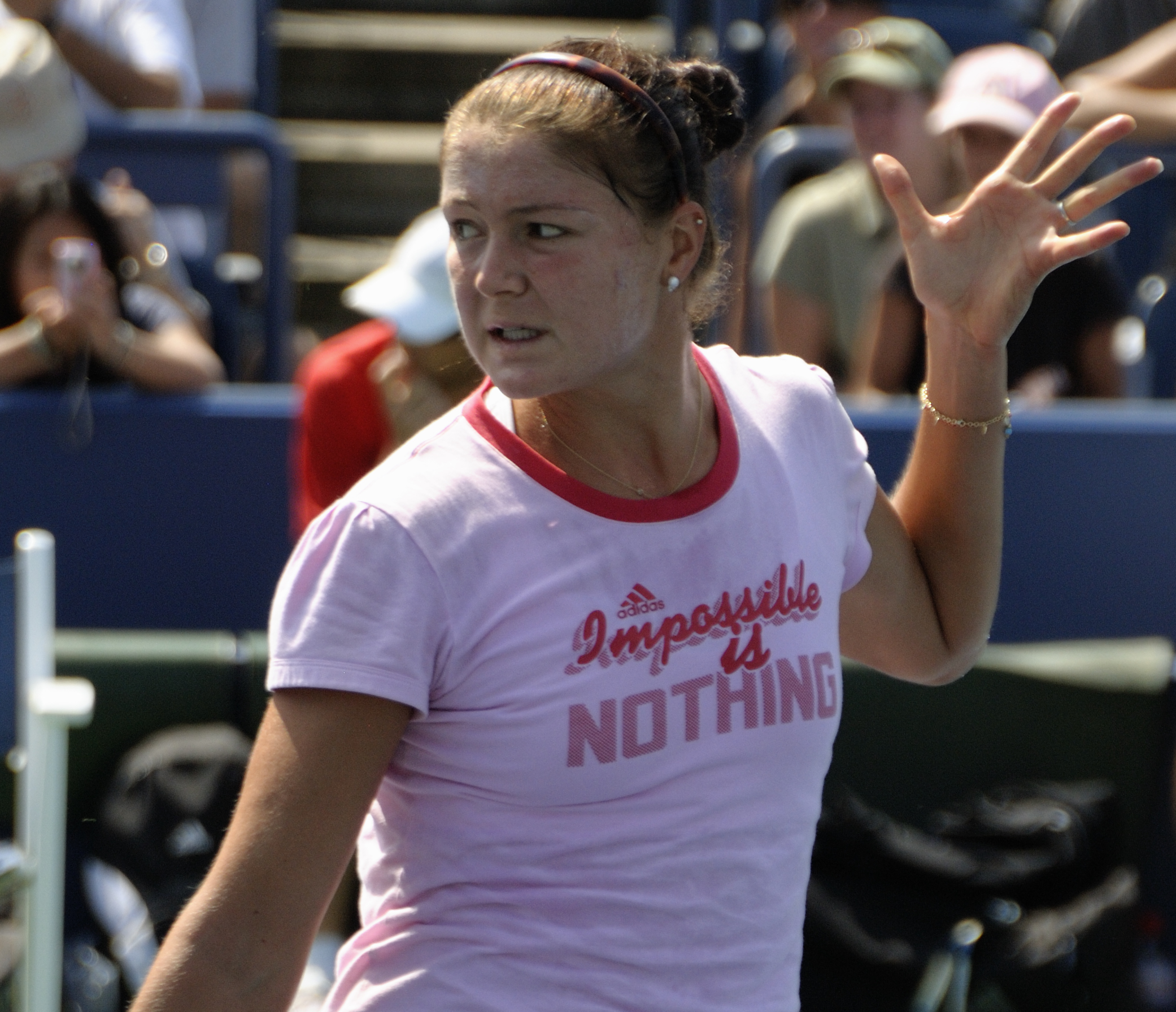
Dinara Safina en 2009

Dinara Safina commence sa saison en Coupe Hopman aux côtés de son frère Marat Safin : qualifiés pour la finale, ils s’inclinent face aux Slovaques Cibulková et Hrbatý.
La jeune Russe poursuit sa tournée australienne aux Internationaux de Sydney où, après un excellent parcours, elle échoue en finale face à sa compatriote Elena Dementieva.
À l’Open d’Australie, après trois premiers tours plutôt bien négociés, elle doit sauver deux balles de match en huitième de finale face à la Française Alizé Cornet. Elle élimine ensuite la revenante australienne Jelena Dokić, puis Vera Zvonareva en demie. À la conclusion, Serena Williams la surclasse néanmoins au terme d’un match à sens unique de 58 minutes (0-6, 3-6). Safina, qui serait devenue numéro un mondiale en cas de victoire, accède le 2 février au deuxième rang, précisément derrière l’Américaine. À l’Open de Dubaï, Dinara déçoit énormément en se faisant éliminer dès son entrée en lice en deux manches sèches (6-4, 6-2) par la Française Virginie Razzano, qui sera néanmoins finaliste de ce même tournoi. Au tournoi dit "Premier" d’Indian Wells, Dinara est nommée tête de série numéro 1 en l’absence de la numéro un mondiale Serena Williams. D’ailleurs, elle peut lui ravir cette place en cas de qualification pour la finale et atteindre ce rang pour la première fois de sa carrière. Elle semble bien partie : elle élimine tout d’abord Tsvetana Pironkova (7-68, 6-2) et Shuai Peng (7-5, 6-4) non sans avoir fait face à de nombreuses balles de manche dans les deux matchs. Elle se qualifie ensuite pour les quarts de finale en battant la vétérane Jill Craybas (7-5, 6-4). À deux matchs de la couronne de numéro 1, Safina laisse passer sa chance face à la talentueuse Biélorusse Victoria Azarenka (7-64, 1-6, 3-6) après avoir mené 3-1 dans la manche décisive. C’est la deuxième fois de l’année qu’elle rate l’occasion de devenir numéro 1 mondiale, comme le fut son frère neuf ans plus tôt.
À l’Open de Miami, Safina s’incline au troisième tour face à l’Australienne Samantha Stosur (6-1, 6-4).
Le 20 avril, Dinara Safina devient la dix-neuvième joueuse, et la seconde Russe après Maria Sharapova, à être classée numéro 1 mondiale. Dinara et son frère Marat Safin sont la première paire frère-sœur à avoir atteint la première place mondiale en simple dans leurs catégories respectives, Marat Safin ayant occupé cette place en 2000 et en 2001.
Sur terre battue, Safina débute par une finale lors du Grand Prix de Stuttgart, battue à la conclusion par sa compatriote Svetlana Kuznetsova (6-4, 6-3). La semaine suivante, aux Internationaux d’Italie disputés à Rome, Safina se défait de Venus Williams en demi-finale (63-7, 6-3, 6-4) puis de Svetlana Kuznetsova en finale (6-3, 6-2). Elle devient la première joueuse russe à s’imposer dans ce tournoi. Lors de la toute première édition de l’Open de Madrid, Dinara parvient en finale, où elle s’impose face à la Danoise Caroline Wozniacki (6-2, 6-4), remportant ainsi son second titre consécutif en l’espace de deux semaines.
À Roland-Garros, elle gagne ses quatre premiers tours aisément face à Anne Keothavong (6-0, 6-0), et ses compatriotes Vitalia Diatchenko (6-1, 6-1) et Anastasia Pavlyuchenkova (6-2, 6-0), et enfin Aravane Rezaï (6-1, 6-0). En quart de finale, malgré la perte de la première manche, Dinara Safina s’impose face à la Biélorusse Victoria Azarenka, pensionnaire du top 10 (1-6, 6-4, 6-2). En demi-finale, elle écarte la Slovaque Dominika Cibulková (6-3, 6-3). Mais elle connaît de nouveau un revers en finale face à Svetlana Kuznetsova (6-4, 6-2), nouvelle désillusion pour la numéro 1 mondiale, qui n’a toujours pas remporté de titre en Grand Chelem malgré 3 finales.
Lors de la saison sur gazon, Dinara participe à l’Ordina Open à Bois-le-Duc. Battue en finale du tournoi en 2008, face à Tamarine Tanasugarn, c’est cette même Thaïlandaise qui la stoppe au stade des demi-finales (7-5, 7-5) lors de l’édition 2009. 

La semaine suivante, la Russe dispute Wimbledon, troisième tournoi du Grand Chelem. Elle s’impose en deux manches, successivement face à Lourdes Domínguez Lino, Rossana de los Ríos et Kirsten Flipkens, lors des trois premiers tours. Au quatrième tour, elle se défait difficilement (4-6, 6-3, 6-4) de l’ancienne numéro 1 mondiale Amélie Mauresmo, lauréate du tournoi en 2006. Dinara Safina sort l’Allemande Sabine Lisicki en quart de finale, au terme d’un match disputé en trois manches (65-7, 6-4, 6-1), et atteint le dernier carré du tournoi londonien pour la première fois de sa carrière. Cependant, au terme d’une demi-finale à sens unique, conclue en cinquante-et-une minutes, elle chute lourdement face à la tenante du titre, l’Américaine Venus Williams (6-1, 6-0).
Elle se reprend au tournoi de Portoroz, où elle remporte le titre puis enchaîne avec une finale à Cincinnati, où elle est battue par Jelena Janković. La suite de sa saison est catastrophique puisqu’elle ne remporte que 3 matchs en 5 tournois. Elle s’incline notamment au 3e tour à l’US Open. À Pékin, elle perd au second tour contre Zhang Shuai, 226e mondiale, celle-ci devenant la joueuse la moins bien classée à battre une numéro 1 mondiale. Lors du Masters de Doha, elle abandonne en pleurs lors de son premier match contre Jelena Janković à cause d’une fracture au dos. À la suite de cet abandon, elle laisse la place de numéro 1 mondiale en fin de saison à Serena Williams.

### 2010: l’année de la blessure
Dinara Safina commence sa saison à Sydney, où elle s’incline en quart de finale face à Elena Dementieva (6-2, 6-3). À l’Open d’Australie, n’ayant concédé aucune manche lors des trois premiers tours, elle parvient aisément à se qualifier pour les huitièmes de finale. Néanmoins, alors menée 4-5 à la première manche, elle décide d’abandonner face à Maria Kirilenko, pour cause de blessure au dos ; elle révèlera que sa blessure est grave et qu’elle devra poser sa raquette plus de 2 mois pour guérir.
Elle revient à Stuttgart, mais atteint laborieusement les quarts de finale avant de se faire éliminer par l’Israélienne Shahar Peer (6-3, 6-2). Puis elle perd successivement ses titres à Madrid et à Rome, deux fois au premier tour, respectivement par Alexandra Dulgheru et par Klára Koukalová, avant de s’effondrer totalement Porte d’Auteuil lors du premier tour de Roland-Garros, où, finaliste en 2008 et en 2009, elle s’incline dès le premier tour face à la Japonaise Kimiko Date, joueuse la plus âgée du tournoi (39 ans).
Deux semaines avant Wimbledon, elle participe à l’Open de Bois-le-Duc aux Pays-Bas où, malgré sa place de tête de série no 2, elle s’incline dès le premier tour face à Magdaléna Rybáriková (64-7, 6-4, 6-4). Elle décide la semaine suivante de déclarer forfait pour Wimbledon, où elle est demi-finaliste sortante, toujours à cause de la même blessure au dos. Elle perd au 1er tour contre Daniela Hantuchová à l’US Open et décide de mettre un terme à sa saison.

### Depuis 2011: retraite en tant que joueuse
L’année 2011 s’annonce semblable à la précédente. En effet, après une défaite 6-0, 6-1 face à Marion Bartoli aux Internationaux d’Hobart, elle est balayée au premier tour de l’Open d’Australie par la Belge Kim Clijsters 6-0, 6-0. Elle dégringole au 117e rang mondial le 31 janvier.
En mars, après avoir notamment éliminé Samantha Stosur au 3e tour, elle atteint le 4e tour de l’Open d’Indian Wells battue par Maria Sharapova (6-2, 6-0). À Miami, elle bat Jelena Dokić puis perd en 3 manches face à Vera Zvonareva. Elle remonte donc doucement au classement.
À Marbella, elle bat encore deux bonnes joueuses, Arantxa Rus et Tsvetana Pironkova, avant de perdre en quart face à la future gagnante Victoria Azarenka par abandon.
Elle prend une pause d’une durée indéterminée juste avant Roland-Garros. Le 7 octobre 2011, son frère Marat Safin annonce qu’elle met un terme à sa carrière en raison de douleurs persistantes au dos. L’information est néanmoins rapidement démentie par la principale concernée sur son site officiel, mais la joueuse n’a pas repris la compétition depuis.
Elle annonce officiellement sa retraite le 11 mai 2014, la dernière journée du tournoi de Madrid, le Mutua Madrid Open.

### 2025: coach de Diana Shnaider
En avril 2025, elle devient la coach de sa compatriote Diana Shnaider. Celle-ci a connu en 2024 une belle progression, mais qui s’est arrêtée net. Depuis le début de saison, elle est bloquée à la 13e place.

## Palmarès

### Titres en simple dames
| No | Date       | Nom et lieu du tournoi                        | Catégorie | Dotation    | Surface         | Finaliste           | Score          |          |
| -- | ---------- | --------------------------------------------- | --------- | ----------- | --------------- | ------------------- | -------------- | -------- |
| 1  | 22-07-2002 | Idea Prokom Open, Sopot                       | Tier III  | 300 000 $   | Terre (ext.)    | Henrieta Nagyová    | 6-3, 4-0, ab.  | Parcours |
| 2  | 07-07-2003 | Internazionali Femminili, Palerme             | Tier V    | 110 000 $   | Terre (ext.)    | Katarina Srebotnik  | 6-3, 6-4       | Parcours |
| 3  | 07-02-2005 | Open Gaz de France, Paris                     | Tier II   | 585 000 $   | Moquette (int.) | Amélie Mauresmo     | 6-4, 2-6, 6-3  | Parcours |
| 4  | 09-05-2005 | ECM Open, Prague                              | Tier IV   | 140 000 $   | Terre (ext.)    | Zuzana Ondrášková   | 7-62, 6-3      | Parcours |
| 5  | 01-01-2007 | Australian Women's HC, Gold Coast             | Tier III  | 175 000 $   | Dur (ext.)      | Martina Hingis      | 6-3, 3-6, 7-5  | Parcours |
| 6  | 05-05-2008 | Qatar Telecom German Open, Berlin             | Tier I    | 1 340 000 $ | Terre (ext.)    | Elena Dementieva    | 3-6, 6-2, 6-2  | Parcours |
| 7  | 21-07-2008 | East West Bank Classic Herbalife, Los Angeles | Tier II   | 600 000 $   | Dur (ext.)      | Flavia Pennetta     | 6-4, 6-2       | Parcours |
| 8  | 28-07-2008 | Coupe Rogers American Express, Montréal       | Tier I    | 1 340 000 $ | Dur (ext.)      | Dominika Cibulková  | 6-2, 6-1       | Parcours |
| 9  | 15-09-2008 | Toray Pan Pacific Open, Tokyo                 | Tier I    | 1 340 000 $ | Dur (ext.)      | Svetlana Kuznetsova | 6-1, 6-3       | Parcours |
| 10 | 04-05-2009 | Internazionali BNL d'Italia, Rome             | Premier 5 | 2 000 000 $ | Terre (ext.)    | Svetlana Kuznetsova | 6-3, 6-2       | Parcours |
| 11 | 09-05-2009 | Mutua Madrileña Open, Madrid                  | PREMIER*  | 4 500 000 $ | Terre (ext.)    | Caroline Wozniacki  | 6-2, 6-4       | Parcours |
| 12 | 20-07-2009 | Banka Koper Slovenia Open, Portorož           | Intern'l  | 220 000 $   | Dur (ext.)      | Sara Errani         | 6-75, 6-1, 7-5 | Parcours |

### Finales en simple dames
| No | Date       | Nom et lieu du tournoi               | Catégorie     | Dotation     | Surface      | Vainqueure          | Score         |          |
| -- | ---------- | ------------------------------------ | ------------- | ------------ | ------------ | ------------------- | ------------- | -------- |
| 1  | 25-10-2004 | SEAT Open, Luxembourg                | Tier III      | 225 000 $    | Dur (int.)   | Alicia Molik        | 6-3, 6-4      | Parcours |
| 2  | 15-05-2006 | Internazionali d'Italia, Rome        | Tier I        | 1 340 000 $  | Terre (ext.) | Martina Hingis      | 6-2, 7-5      | Parcours |
| 3  | 19-06-2006 | Ordina Open, Bois-le-Duc             | Tier III      | 175 000 $    | Gazon (ext.) | Michaëlla Krajicek  | 6-3, 6-4      | Parcours |
| 4  | 09-04-2007 | Family Circle Cup, Charleston        | Tier I        | 1 340 000 $  | Terre (ext.) | Jelena Janković     | 6-2, 6-2      | Parcours |
| 5  | 25-05-2008 | Roland-Garros, Paris                 | G. Chelem     | 9 711 335 $  | Terre (ext.) | Ana Ivanović        | 6-4, 6-3      | Parcours |
| 6  | 15-06-2008 | Ordina Open, Bois-le-Duc             | Tier III      | 175 000 $    | Gazon (ext.) | Tamarine Tanasugarn | 7-5, 6-3      | Parcours |
| 7  | 11-08-2008 | Olympic Games, Pékin                 | J. olympiques | NC           | Dur (ext.)   | Elena Dementieva    | 3-6, 7-5, 6-3 | Parcours |
| 8  | 12-01-2009 | Medibank International, Sydney       | Premier       | 600 000 $    | Dur (ext.)   | Elena Dementieva    | 6-3, 2-6, 6-1 | Parcours |
| 9  | 19-01-2009 | Australian Open, Melbourne           | G. Chelem     | 7 262 973 $  | Dur (ext.)   | Serena Williams     | 6-0, 6-3      | Parcours |
| 10 | 27-04-2009 | Porsche Tennis Grand Prix, Stuttgart | Premier       | 700 000 $    | Terre (int.) | Svetlana Kuznetsova | 6-4, 6-3      | Parcours |
| 11 | 24-05-2009 | Roland-Garros, Paris                 | G. Chelem     | 10 009 638 $ | Terre (ext.) | Svetlana Kuznetsova | 6-4, 6-2      | Parcours |
| 12 | 10-08-2009 | Western & Southern Open, Cincinnati  | Premier 5     | 2 000 000 $  | Dur (ext.)   | Jelena Janković     | 6-4, 6-2      | Parcours |

### Titres en double dames
| No | Date       | Nom et lieu du tournoi                   | Catégorie | Dotation    | Surface         | Partenaire           | Finalistes                            | Score            |          |
| -- | ---------- | ---------------------------------------- | --------- | ----------- | --------------- | -------------------- | ------------------------------------- | ---------------- | -------- |
| 1  | 20-09-2004 | China Open Pékin                         | Tier II   | 585 000 $   | Dur (ext.)      | Emmanuelle Gagliardi | Gisela Dulko María Vento-Kabchi       | 6-4, 6-4         | Parcours |
| 2  | 13-06-2005 | Ordina Open Bois-le-Duc                  | Tier III  | 170 000 $   | Gazon (ext.)    | Anabel Medina        | Iveta Benešová Nuria Llagostera Vives | 6-4, 2-6, 7-6    | Parcours |
| 3  | 02-01-2006 | Mondial Australian Women's HC Gold Coast | Tier III  | 175 000 $   | Dur (ext.)      | Meghann Shaughnessy  | Cara Black Rennae Stubbs              | 6-2, 6-3         | Parcours |
| 4  | 13-02-2006 | Diamond Proximus Games Anvers            | Tier II   | 600 000 $   | Moquette (int.) | Katarina Srebotnik   | Stéphanie Foretz Michaëlla Krajicek   | 6-1, 6-1         | Parcours |
| 5  | 01-01-2007 | Australian Women's HC Gold Coast         | Tier III  | 175 000 $   | Dur (ext.)      | Katarina Srebotnik   | Iveta Benešová Galina Voskoboeva      | 6-3, 6-4         | Parcours |
| 6  | 27-08-2007 | US Open Flushing Meadows                 | G. Chelem | 9 098 000 $ | Dur (ext.)      | Nathalie Dechy       | Chan Yung-Jan Chuang Chia-Jung        | 6-4, 6-2         | Parcours |
| 7  | 31-12-2007 | Mondial Australian Women's HC Gold Coast | Tier III  | 175 000 $   | Dur (ext.)      | Ágnes Szávay         | Yan Zi Zheng Jie                      | 6-1, 6-2         | Parcours |
| 8  | 10-03-2008 | Pacific Life Open Indian Wells           | Tier I    | 2 100 000 $ | Dur (ext.)      | Elena Vesnina        | Yan Zi Zheng Jie                      | 6-1, 1-6, [10-8] | Parcours |
| 9  | 28-02-2011 | BMW Malaysian Open Kuala Lumpur          | Intern'l  | 220 000 $   | Dur (ext.)      | Galina Voskoboeva    | N. Lertcheewakarn Jessica Moore       | 7-5, 2-6, [10-5] | Parcours |

### Finales en double dames
| No | Date       | Nom et lieu du tournoi              | Catégorie | Dotation    | Surface         | Vainqueures                   | Partenaire          | Score              |          |
| -- | ---------- | ----------------------------------- | --------- | ----------- | --------------- | ----------------------------- | ------------------- | ------------------ | -------- |
| 1  | 06-01-2003 | Canberra Women’s Classic Canberra   | Tier V    | 110 000 $   | Dur (ext.)      | Tathiana Garbin Émilie Loit   | Dája Bedáňová       | 6-3, 3-6, 6-4      | Parcours |
| 2  | 12-01-2004 | Adidas International Sydney         | Tier II   | 585 000 $   | Dur (ext.)      | Cara Black Rennae Stubbs      | Meghann Shaughnessy | 7-5, 3-6, 6-4      | Parcours |
| 3  | 09-01-2005 | Moorilla International Hobart       | Tier V    | 110 000 $   | Dur (ext.)      | Yan Zi Zheng Jie              | Anabel Medina       | 6-4, 7-5           | Parcours |
| 4  | 07-02-2005 | Open Gaz de France Paris            | Tier II   | 585 000 $   | Moquette (int.) | Iveta Benešová Květa Peschke  | Anabel Medina       | 6-2, 2-6, 6-2      | Parcours |
| 5  | 14-02-2005 | Proximus Diamond Games Anvers       | Tier II   | 585 000 $   | Moquette (int.) | Cara Black Els Callens        | Anabel Medina       | 3-6, 6-4, 6-4      | Parcours |
| 6  | 29-08-2006 | US Open Flushing Meadows            | G. Chelem | 8 332 000 $ | Dur (ext.)      | Nathalie Dechy Vera Zvonareva | Katarina Srebotnik  | 7-65, 7-5          | Parcours |
| 7  | 01-10-2007 | Porsche Tennis Grand Prix Stuttgart | Tier II   | 650 000 $   | Dur (int.)      | Květa Peschke Rennae Stubbs   | Chan Yung-Jan       | 6-75, 7-64, [10-2] | Parcours |

### Finale en double mixte
| No | Date       | Nom et lieu du tournoi       | Catégorie | Dotation      | Surface    | Vainqueures                       | Partenaire  | Score        |          |
| -- | ---------- | ---------------------------- | --------- | ------------- | ---------- | --------------------------------- | ----------- | ------------ | -------- |
| 1  | 03-01-2009 | Hyundai Hopman Cup XXI Perth | ITF       | 1 000 000 AU$ | Dur (int.) | Dominika Cibulková Dominik Hrbatý | Marat Safin | 2 matchs à 0 | Parcours |

## Parcours en Grand Chelem

### En simple dames
| Année | Open d’Australie | Open d’Australie   | Internationaux de France | Internationaux de France | Wimbledon       | Wimbledon         | US Open         | US Open             |
| ----- | ---------------- | ------------------ | ------------------------ | ------------------------ | --------------- | ----------------- | --------------- | ------------------- |
| 2002  | -                | -                  | -                        | -                        | -               | -                 | 2e tour (1/32)  | Serena Williams     |
| 2003  | 1er tour (1/64)  | Katarina Srebotnik | 1er tour (1/64)          | Anastasia Myskina        | 1er tour (1/64) | Alicia Molik      | 4e tour (1/8)   | Justine Henin       |
| 2004  | 3e tour (1/16)   | Kim Clijsters      | 2e tour (1/32)           | Marissa Irvin            | 1er tour (1/64) | Arantxa Parra     | 1er tour (1/64) | Elena Dementieva    |
| 2005  | 2e tour (1/32)   | Amélie Mauresmo    | 1er tour (1/64)          | Virginie Razzano         | 3e tour (1/16)  | Lindsay Davenport | 1er tour (1/64) | Maria Elena Camerin |
| 2006  | 2e tour (1/32)   | Sofia Arvidsson    | 1/4 de finale            | Svetlana Kuznetsova      | 3e tour (1/16)  | Ana Ivanović      | 1/4 de finale   | Amélie Mauresmo     |
| 2007  | 3e tour (1/16)   | Li Na              | 4e tour (1/8)            | Serena Williams          | 2e tour (1/32)  | Akiko Morigami    | 4e tour (1/8)   | Justine Henin       |
| 2008  | 1er tour (1/64)  | Sabine Lisicki     | Finale                   | Ana Ivanović             | 3e tour (1/16)  | Shahar Peer       | 1/2 finale      | Serena Williams     |
| 2009  | Finale           | Serena Williams    | Finale                   | Svetlana Kuznetsova      | 1/2 finale      | Venus Williams    | 3e tour (1/16)  | Petra Kvitová       |
| 2010  | 4e tour (1/8)    | Maria Kirilenko    | 1er tour (1/64)          | Kimiko Date              | -               | -                 | 1er tour (1/64) | Daniela Hantuchová  |
| 2011  | 1er tour (1/64)  | Kim Clijsters      | -                        | -                        | -               | -                 | -               | -                   |

À droite du résultat, l’ultime adversaire.

### En double dames
| Année | Open d’Australie              | Open d’Australie             | Internationaux de France      | Internationaux de France    | Wimbledon                     | Wimbledon                 | US Open                       | US Open                   |
| ----- | ----------------------------- | ---------------------------- | ----------------------------- | --------------------------- | ----------------------------- | ------------------------- | ----------------------------- | ------------------------- |
| 2003  | -                             | -                            | 1er tour (1/32) Rika Fujiwara | N. Dechy Émilie Loit        | -                             | -                         | -                             | -                         |
| 2004  | 1/4 de finale J. Husárová     | Liezel Huber Ai Sugiyama     | 2e tour (1/16) D. Hantuchová  | Jill Craybas Weingärtner    | -                             | -                         | 1er tour (1/32) D. Hantuchová | V. Ruano Paola Suárez     |
| 2005  | 1/4 de finale Anabel Medina   | L. Davenport C. Morariu      | 2e tour (1/16) Anabel Medina  | Li Ting Sun Tiantian        | 3e tour (1/8) Anabel Medina   | D. Hantuchová Ai Sugiyama | 1er tour (1/32) Anabel Medina | Yan Zi Zheng Jie          |
| 2006  | 2e tour (1/16) A. Myskina     | S. Foretz Ant. Serra Zanetti | 3e tour (1/8) Roberta Vinci   | Lisa Raymond S. Stosur      | -                             | -                         | Finale K. Srebotnik           | N. Dechy V. Zvonareva     |
| 2007  | 3e tour (1/8) K. Srebotnik    | Chan Yung-Jan Chuang C.J.    | 3e tour (1/8) Shahar Peer     | K. Srebotnik Ai Sugiyama    | 1er tour (1/32) Roberta Vinci | E. Daniilídou Jasmin Wöhr | Victoire N. Dechy             | Chan Yung-Jan Chuang C.J. |
| 2008  | 1er tour (1/32) N. Dechy      | J. Janković B. Mattek        | 3e tour (1/8) Ágnes Szávay    | A. Bondarenko K. Bondarenko | 3e tour (1/8) Ágnes Szávay    | V. Azarenka Shahar Peer   | -                             | -                         |
| 2010  | -                             | -                            | 2e tour (1/16) Ágnes Szávay   | Cara Black Elena Vesnina    | -                             | -                         | -                             | -                         |
| 2011  | 1er tour (1/32) K. Bondarenko | I. Benešová B. Z. Strýcová   | -                             | -                           | -                             | -                         | -                             | -                         |

Sous le résultat, la partenaire ; à droite, l’ultime équipe adverse.

### En double mixte
| Année | Open d’Australie | Open d’Australie | Internationaux de France    | Internationaux de France | Wimbledon                | Wimbledon             | US Open             | US Open                  |
| ----- | ---------------- | ---------------- | --------------------------- | ------------------------ | ------------------------ | --------------------- | ------------------- | ------------------------ |
| 2005  | -                | -                | 2e tour (1/8) Simon Aspelin | Navrátilová Leander Paes | -                        | -                     | 1/2 finale Andy Ram | K. Srebotnik N. Zimonjić |
| 2006  | -                | -                | -                           | -                        | 2e tour (1/16) J. Erlich | F. Pennetta S. Prieto | -                   | -                        |

Sous le résultat, le partenaire ; à droite, l’ultime équipe adverse.

## Parcours en «Premier Mandatory» et «Premier 5»
Découlant d’une réforme du circuit WTA inaugurée en 2009, les tournois WTA « Premier Mandatory » et « Premier 5 » constituent les catégories d’épreuves les plus prestigieuses, après les quatre levées du Grand Chelem.

### En simple dames
| Année |       |                 |                           |                            |                             |                               |                            |                            |                             |                              |  |                           |
| Doha  | Dubaï | Indian Wells    | Miami                     | Madrid                     | Rome                        | Canada                        | Cincinnati                 | Pékin                      |                             | Tokyo                        |  |                           |
| Doha  | Dubaï | Indian Wells    | Miami                     | Madrid                     | Rome                        | Canada                        | Cincinnati                 | Pékin                      | Wuhan                       |                              |  |                           |
| Doha  | Dubaï | Indian Wells    | Miami                     | Madrid                     | Rome                        | Canada                        | Cincinnati                 | Pékin                      | Guadalajara                 |                              |  |                           |
| 2009  |       | Hors calendrier | 2e tour (1/16) V. Razzano | 1/4 de finale V. Azarenka  | 3e tour (1/16) S. Stosur    | Victoire C. Wozniacki         | Victoire S. Kuznetsova     | 2e tour (1/16) A. Rezaï    | Finale J. Janković          | 2e tour (1/16) Zhang S.      |  | 2e tour (1/16) Chang K.C. |
| 2010  |       | Hors calendrier |                           |                            |                             | 1er tour (1/32) K. Zakopalová | 2e tour (1/16) A. Dulgheru | 3e tour (1/8) F. Schiavone | 2e tour (1/16) K. Clijsters | 1er tour (1/32) V. Zvonareva |  | 1er tour (1/32) J. Görges |
| 2011  |       | WTA 500         |                           | 4e tour (1/8) M. Sharapova | 2e tour (1/32) V. Zvonareva | 2e tour (1/16) J. Görges      |                            |                            |                             |                              |  |                           |

Sous le résultat, l’ultime adversaire.
1. 1 2   Les tournois de Doha et Dubaï alternent le statut de tournoi WTA 1000 (ex Premier 5) entre 2009 et 2023 : les trois premières éditions ont lieu à Dubaï, les trois suivantes à Doha, puis Dubaï accueille le tournoi de cette catégorie les années impaires et Dubaï les années paires. De 2011 à 2023, la ville qui n’accueille pas de WTA 1000 organise à la place un tournoi WTA 500 (ex Premier).
2. 1 2 3 4 5 6 7 8   L’ordre de déroulement des tournois a évolué depuis 2009 : Rome se dispute avant Madrid et Cincinnati avant Montréal/Toronto jusqu’en 2010, tandis que Tokyo (2009-2013)-Wuhan (2014-2019, 2024-)-Guadalajara (2022-2023) ont lieu avant Pékin jusqu’en 2023.

### En double dames
| 2009 |   |   |   |                                   |                                       |   |   |  |  |                                    |   |   |   |   |   |                                     |  |  |
| —    | — | — | — | 2e tour (1/8) Szávay \|\| Forfait | 2e tour (1/8) Kuznetsova \|\| Forfait | — | — |  |  | 1/4 de finale Petrova \|\| Forfait | — | — | — | — | — | —                                   |  |  |
| 2010 |   |   |   |                                   |                                       |   |   |  |  |                                    |   |   |   |   |   |                                     |  |  |
| —    | — | — | — | 2e tour (1/8) Szávay \|\| Forfait | 2e tour (1/8) Azarenka \|\| Forfait   | — | — |  |  | —                                  | — | — | — | — | — | 1/4 de finale Azarenka \|\| Forfait |  |  |

N.B. : le nom de la partenaire se trouve sous le résultat ; les noms des ultimes adversaires se trouvent à droite.

## Parcours aux Masters

### En simple dames
| # | Date       | Nom de l’édition                 | ($)       | Surface    | Résultat              | Ultime adversaire | Score    |          |
| - | ---------- | -------------------------------- | --------- | ---------- | --------------------- | ----------------- | -------- | -------- |
| 1 | 04/11/2008 | Sony Ericsson Championships Doha | 4 450 000 | Dur (ext.) | Round Robin (défaite) | Venus Williams    | 7-5, 6-3 | Parcours |
| 1 | 04/11/2008 | Sony Ericsson Championships Doha | 4 450 000 | Dur (ext.) | Round Robin (défaite) | Serena Williams   | 6-4, 6-1 | Parcours |
| 1 | 04/11/2008 | Sony Ericsson Championships Doha | 4 450 000 | Dur (ext.) | Round Robin (défaite) | Elena Dementieva  | 6-2, 6-4 | Parcours |
| 2 | 27/10/2009 | Sony Ericsson Championships Doha | 4 550 000 | Dur (ext.) | Round Robin (défaite) | Jelena Janković   | 1-1, ab. | Parcours |

## Parcours aux Jeux olympiques

### En simple dames
| # | Date       | Nom de l’olympiade  | Surface    | Résultat | Ultime adversaire | Score         |          |
| - | ---------- | ------------------- | ---------- | -------- | ----------------- | ------------- | -------- |
| 1 | 11/08/2008 | Olympic Games Pékin | Dur (ext.) | Argent   | Elena Dementieva  | 3-6, 7-5, 6-3 | Parcours |

### En double dames
| # | Date       | Nom de l’olympiade  | Surface    | Résultat      | Partenaire          | Ultimes adversaires | Score          |          |
| - | ---------- | ------------------- | ---------- | ------------- | ------------------- | ------------------- | -------------- | -------- |
| 1 | 11/08/2008 | Olympic Games Pékin | Dur (ext.) | 1/4 de finale | Svetlana Kuznetsova | Yan Zi Zheng Jie    | 6-3, 5-7, 10-8 | Parcours |

## Parcours en Fed Cup
| #                                                                 | Date       | Lieu            | Surface      | Gagnante(s)                    | Perdante(s)                     | Score         |          |
|                                                                   |            |                 |              |                                |                                 |               |          |
| 2005 - 1/4 de finale (groupe mondial) - Italie - Russie - 1 : 4   |            |                 |              |                                |                                 |               |          |
| 1                                                                 | 23/04/2005 | Brindisi        | Terre (ext.) | Francesca Schiavone            | Dinara Safina                   | 7-5, 6-3      | Parcours |
| 1                                                                 | 23/04/2005 | Brindisi        | Terre (ext.) | Vera Dushevina Dinara Safina   | Tathiana Garbin Mara Santangelo | 6-3, 7-5      | Parcours |
|                                                                   |            |                 |              |                                |                                 |               |          |
| 2005 - 1/2 finale (groupe mondial) - Russie - États-Unis - 4 : 1  |            |                 |              |                                |                                 |               |          |
| 2                                                                 | 09/07/2005 | Moscou          | Terre (int.) | Vera Dushevina Dinara Safina   | Corina Morariu Venus Williams   | 6-1, 7-5      | Parcours |
|                                                                   |            |                 |              |                                |                                 |               |          |
| 2005 - Finale (groupe mondial) - France - Russie - 2 : 3          |            |                 |              |                                |                                 |               |          |
| 3                                                                 | 17/09/2005 | Paris           | Terre (ext.) | Elena Dementieva Dinara Safina | Amélie Mauresmo Mary Pierce     | 6-4, 1-6, 6-3 | Parcours |
|                                                                   |            |                 |              |                                |                                 |               |          |
| 2006 - 1/4 de finale (groupe mondial) - Belgique - Russie - 3 : 2 |            |                 |              |                                |                                 |               |          |
| 4                                                                 | 22/04/2006 | Liège           | Terre (int.) | Maria Kirilenko Dinara Safina  | Kim Clijsters Justine Henin     | 7-64, 7-5     | Parcours |
|                                                                   |            |                 |              |                                |                                 |               |          |
| 2008 - 1/4 de finale (groupe mondial) - Israël - Russie - 1 : 4   |            |                 |              |                                |                                 |               |          |
| 5                                                                 | 02/02/2008 | Ramat Ha-Sharon | Dur (ext.)   | Shahar Peer                    | Dinara Safina                   | 0-6, 6-2, 6-2 | Parcours |
| 5                                                                 | 02/02/2008 | Ramat Ha-Sharon | Dur (ext.)   | Dinara Safina Elena Vesnina    | Tzipora Obziler Shahar Peer     | 6-0, 1-6, 6-4 | Parcours |

## Classements WTA en fin de saison

### En simple
| Année | 2001 | 2002 | 2003 | 2004 | 2005 | 2006 | 2007 | 2008 | 2009 | 2010 | 2011 |
| Rang  | 394  | 68   | 54   | 44   | 20   | 11   | 15   | 3    | 2    | 62   | 129  |

Source : (en) « Classements de Dinara Safina », sur le site officiel du WTA Tour

### En double
| Année | 2001 | 2002 | 2003 | 2004 | 2005 | 2006 | 2007 | 2008 | 2009 | 2010 | 2011 |
| Rang  | 305  | 245  | 144  | 30   | 28   | 16   | 14   | 25   | 289  | 175  | 152  |

Source : (en) « Classements de Dinara Safina », sur le site officiel du WTA Tour

### Périodes au rang de numéro un mondiale
| # | Précédée par    | Dates                   | Suivie par      | Nombre de semaines | Cumul |
| - | --------------- | ----------------------- | --------------- | ------------------ | ----- |
| 1 | Serena Williams | 20/04/2009 - 11/10/2009 | Serena Williams | 25                 | 25    |
| 2 | Serena Williams | 26/10/2009 - 01/11/2009 | Serena Williams | 1                  | 26    |